# 吉祥寺八幡神社のキハダ
吉祥寺八幡神社のキハダ（きちじょうじはちまんじんじゃのキハダ）は、東京都武蔵野市吉祥寺東町一丁目の武蔵野八幡宮境内に生育していたキハダの巨木である。市街地に存在するキハダとしては「極めて稀」な存在であり、樹勢も旺盛であった。この木は、「吉祥寺八幡神社のキハダ」という名称で1964年（昭和39年）11月21日に東京都の天然記念物に指定された。
しかし、1985年（昭和60年）頃から樹勢に衰えが見られ、1990年（平成2年）には開葉しなくなった。枯死によって1991年（平成3年）7月に伐採されたため、1992年（平成4年）3月30日に天然記念物指定が解除された。

## 由来
吉祥寺駅を出てから街並みを北方向に進んで五日市街道まで出ると、通りの向こうに神社が鎮座しているのが見える。この神社が武蔵野八幡宮で、伝承によると創建は785年（延暦8年）までさかのぼるという。祭神は誉田別尊（応神天皇）ほか2柱で、坂上田村麻呂が宇佐八幡の分霊を現在の水道橋駅付近に祀ったといわれる。時代は下って江戸時代、明暦の大火によって本郷元町（現:東京都文京区本郷一丁目、水道橋駅付近）にあった諏訪山吉祥寺とその門前町が焼失した際、門前町と周辺町民に移転を命じて、1661年（寛文元年）に武蔵野原野に吉祥寺村が開村した。それ以来武蔵野八幡宮は吉祥寺村の氏神として、人々の尊崇を集めていた。
武蔵野八幡宮の境内は約1,300坪（約4,297.5平方メートル）あって、その広い空間にケヤキやクスノキ、ヒノキなどの木々が樹叢を作っている。かつて境内には、1本のキハダの木が生育していた。この木は境内奥の本殿西側にあり、付近にはほぼ同じ樹高のヒノキなどがそびえたっていた。人為的な栽植と推定されていたが、市街地に存在するキハダとしては「極めて稀」な存在であり、樹勢も旺盛であった。
この木は「吉祥寺八幡神社のキハダ」という名称で、1964年（昭和39年）11月21日に東京都の天然記念物に指定された。指定当時は樹高19メートル、目通り幹囲が2.18メートルあった。1971年（昭和46年）11月に発行された『東京都の文化財』には、木から5メートルほど離して土盛りをし、根元を窪地にして雨水が溜まるようにしたところ、木の成長が急激に促進されたという旨の記述があった。このときの目通り幹囲は、2.22メートルにまで増大していた。
この木は1971年（昭和46年）4月の八幡宮本殿の改築にあたって移植され、支柱によって保護されていたが、1980年（昭和55年）前後には根元の裏側がすっかり空洞になっていたという。1985年（昭和60年）頃から樹勢に衰えが見られ、1990年（平成2年）には開葉しなくなった。そのため、中村克哉（当時東京農工大学名誉教授）に1991年（平成3年）8月6日に現地調査を依頼していたが、既に調査前の7月5日に木の伐採が終了していた。
伐採された木は、長さ4.45メートルの長丸太となっていた。丸太の下部には大きなコブができていて全体にも大きな空洞があり、木口からは木材腐朽菌のキノコが発生している状態だった。枯死の原因は、材質腐朽病と推定された。東京都文化財保護条例（昭和51年3月31日 東京都条例25号）の第34条と第44条により、1992年（平成4年）3月30日に天然記念物指定が解除となった。

## 交通アクセス
所在地
- 東京都武蔵野市吉祥寺東町一丁目1番23号 武蔵野八幡宮境内

交通
- JR東日本中央本線・総武線・京王井の頭線・東京メトロ東西線「吉祥寺駅」徒歩約10分[7]。